# 제8공군
제8공군 (전략 공군)(Eighth Air Force (Air Forces Strategic))은 루이지애나주 박스데일 공군기지에 본부를 둔 미국 공군의 공군지구권타격사령부(AFGSC) 산하 서수공군(NAF)이다. 이 사령부는 미국 전략 사령부(USSTRATCOM)의 항공 구성 요소 중 하나인 공군 전략 – 글로벌 타격(Air Forces Strategic – Global Strike) 역할을 수행한다. 제8공군에는 미국 중폭격기 전력의 핵심인 노스럽 그러먼 B-2 스피릿 스텔스 폭격기, 록웰 B-1 랜서 초음속 폭격기, 보잉 B-52 스트래토포트리스 중폭격기가 포함되어 있다.

## 역사

### 제2차 세계 대전
미국 육군 항공대의 제8(VIII)폭격기사령부(VIII Bomber Command)는 1942년 초에 창설되었다. 최초의 전투 부대는 6월에 영국에 도착했으며 7월에 전투 작전이 시작되었으며 8월에 첫 중폭격기 작전이 시작되었다. 폭격기 부대는 영국, 주로 이스트앵글리아 주변에 배치되었다. 1943년 6월부터 그것은 독일에 대한 연합 폭격기 공세의 주간 폭격 부분이었다.
VIII 폭격기 사령부는 1944년 2월 22일에 제8공군으로 재지정되었다. 제8군 공군(8 AAF)은 제2차 세계 대전(1939/41~1945)의 유럽 전구에서 활약한 미국 육군 공군 전투 공군이었다. 주로 북유럽 책임 지역에서 활동하고 있다. 프랑스, 저지대, 독일의 적 목표물에 대한 전략 폭격을 수행한다. 1945년 5월 독일이 항복할 때까지 적 항공기를 상대로 공대공 전투기 전투를 벌였다. 병력, 항공기, 장비 수에 있어서 배치된 전투 육군 공군 중 가장 큰 규모였다.

### 냉전
냉전 기간(1945~1991) 동안 8 AF는 미국 공군 전략 항공 사령부(SAC)의 3개 공군 중 하나였으며 매사추세츠주 웨스트오버 공군 기지에 본부를 둔 3성 장군이 USAF 전략 폭격기, 그리고 세계적인 규모의 미사일을 지휘했다. 6.25 전쟁(1950~1953) 동안 전투 작전에 참여한 8 AF 부대이며 베트남 전쟁(1961~1975), 걸프 전쟁(사막의 폭풍 작전), 이라크를 두고 벌어진 전쟁(1990~1991), 제1차 걸프 전쟁에서 쿠웨이트를 점령했다.

## 부대

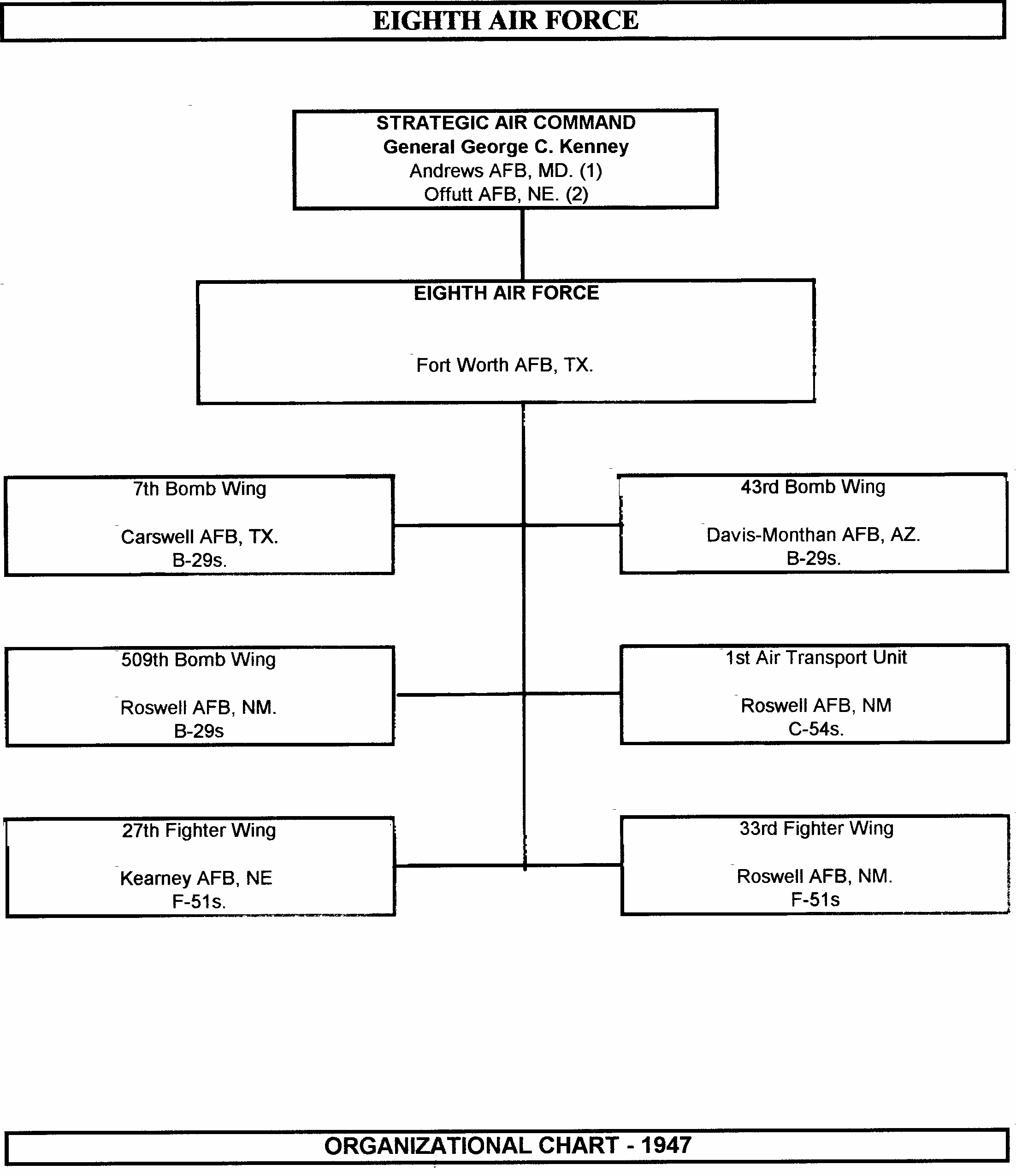
제8공군의 1947년 조직표

### 1947년
- 제7폭격비행단 - 카스웰 공군기지
- 제43폭격비행단 - 데이비스-모헌 공군기지
- 제509폭격비행단 - 로스웰 공군기지
- 제1항공수송부대 - 로스웰 공군기지
- 제27전투비행단 - 커니 공군기지
- 제33전투비행단 - 로스웰 공군기지